# Karel Eduard Maria Vogel
Karel Eduard Maria Vogel (Maastricht, 3 mei 1863 – Brussel, 16 mei 1935) was een Nederlands militair en burgemeester van Zevenbergen.
Op zijn twintigste trad Vogel als vrijwilliger in dienst bij het 3e regiment infanterie. In 1886 kreeg hij de rang van tweede luitenant, in 1891 die van eerste luitenant. Ook werd hij toen overgeplaatst naar het regiment grenadiers en jagers. Van 1897 tot 1901 doorliep hij de Hoogere Krijgsschool, waarna hij als kapitein en adjudant in het 4e regiment infanterie diende.
In 1911 werd Vogel commandant van het zesde landweerdistrict, en in 1913 ontving hij de rang van majoor. In dat jaar werd hij belast met de leiding van de oefeningen van het reservekader in de provincie Drenthe. In 1914 was hij voorzitter van een commissie in Bergen op Zoom die pleitte voor het plaatsen van een gedenkteken in Quatre Bras ter ere van de Nederlandse inbreng in de slag daar honderd jaar eerder.
In 1917 werd Vogel gepromoveerd tot luitenant-kolonel en commandant van het 17e regiment infanterie. Op 1 juni 1920 werd hem eervol ontslag verleend met de rang van kolonel.
Van 1920 tot 1925 was Vogel burgemeester van Zevenbergen. In 1923 nam hij in die functie het initiatief voor de oprichting van de Zevenbergse afdeling van Het Nederlandse Rode Kruis, waarbij hij het Kruis van Verdienste ontving. Naast zijn burgemeesterschap was hij ook plaatsvervangend kantonrechter in Zevenbergen.
Na zijn burgemeesterschap verhuisde hij naar Brussel, waar hij in 1931 voorzitter van De Hollandsche Club werd. In 1932 was hij lid van een comité in Brussel ter herdenking van de 400e geboortedag van Willem de Zwijger.
Vogel stamde uit het geslacht Vogel, dat ook vele andere militairen voortbracht. Hij was de zoon van Johan Amelius Karel Hendrik Willem Vogel en Pauline Sophie Sassen, en de broer van de voordrachtskunstenaar Albert Vogel. In 1893 trouwde hij Wilhelmina Isabella Jay, van wie hij in 1908 scheidde. In 1909 trouwde hij in Luik met Jenny Adèle Marie Sassen.